# Вулиця Молодіжна (Хмельницький)
Ву́лиця Молоді́жна розташована у Південно-Західному мікрорайоні міста Хмельницький, пролягає від Львівського шосе до вул. Тернопільської й далі до масиву індивідуальної забудови за тролейбусним депо поблизу Ружичнянського ставу.

## Історія
Виникла у 1970 році під час забудови нового мікрорайону на південно-західній околиці міста. Символічна назва підкреслювала вклад молодого покоління хмельничан у розбудову нового мікрорайону.

## Заклади освіти
- Навчально-виховний комплекс № 6 (в минулому середня школа № 5)

Молодіжна, 5/1
- Хмельницька приватна школа «Гармонія»

Молодіжна, 12/1 
Хмельницька приватна школа «Гармонія» це повний комплекс освітньо-виховних послуг для дітей від 2 до 18 років, який включає в себе дитячий садок, підготовчу групу, початкову, основну і середню школу. Історія, а точніше, передісторія розпочалась у 1994 році, коли група ініціативних, талановитих спеціалістів, опираючись на сучасні досягнення світової педагогіки і психології, вирішила створити курси підготовки дітей до початкової школи. Результати діяльності виявились настільки вдалими і цікавими, що батьки дітей, які відвідували ці курси, запропонували продовжити співпрацю та організувати школу. У вересні 1995 року з'явився перший клас приватної загальноосвітньої школи «Гармонія». Засновником школи став кандидат фізико-математичних наук Шелепало Олег Олександрович. У 2003 році при школі почав функціонувати дошкільний виховний заклад з ясельною та змішаною групами. Поступово, рік за роком, набиралися нові перші класи і школа дорослішала разом зі своїми вихованцями. У 2006 році відсвяткували перший випуск 11 класу, класу з якого все і починалось.
- Хмельницький інститут конструювання моделювання швейних виробів (ХІКМШВ)

Молодіжна, 12/1
Засновано у 1992 році як приватний вищий навчальний заклад (єдиний в Україні приватний навчальний заклад з цієї спеціальності), який акредитований за III рівнем. Засновник і ректор Хмельницького інституту конструювання моделювання швейних виробів (ХІКМШВ), кандидат економічних наук, доцент, відмінник освіти України Радомський Володимир Антонович. Матеріально-технічна база: три швейні лабораторії на 50 робочих місць, два комп'ютерні класи, АРМ «Конструктор», бібліотека, читальний зал, актовий зал, кафе.

## Медичні заклади
Хмельницька міська поліклініка № 4
Молодіжна, 9
Хмельницька міська поліклініка № 4 заснована в 1986 р. у Південно-Західному мікрорайоні. У 1986—2002 рр. колектив поліклініки очолював головний лікар
Василишин М. Й., з 2002 р. — Іванов І. С., з 2006 р. — знову Василишин М. Й. Рішенням виконавчого комітету Хмельницької міської Ради народних
депутатів від 02.07.1986 р. № 172 було затверджено акт державної комісії по прийому в експлуатацію Хмельницької міської поліклініки № 4 на вулиці Молодіжна, 9, на 600 відвідувань в день. 26.05.1986 р. наказом міського відділу охорони здоров'я було призначено головного лікаря Хмельницької міської поліклініки № 4 Василишина Михайла Йосиповича. З відкриттям поліклініки № 4 було проведено реорганізацію поліклініки № 1. В поліклініку № 4 було переведено 19 дільниць і по одному з вузьких спеціалістів, кабінет профоглядів. Василишин М. Й. сам формував колектив поліклініки.